# (630) Euphemia
(630) Euphemia – planetoida z pasa głównego asteroid.

## Odkrycie
Została odkryta 7 marca 1907 roku w Landessternwarte Heidelberg-Königstuhl w Heidelbergu przez Augusta Kopffa. Nazwa planetoidy pochodzi od świętej Eufemii. Przed jej nadaniem planetoida nosiła oznaczenie tymczasowe (630) 1907 XW.

## Orbita
(630) Euphemia okrąża Słońce w ciągu 4 lat i 91 dni w średniej odległości 2,62 j.a. Planetoida należy do rodziny planetoidy Eunomia.